# Bubanza (commune)
Bubanza is een gemeente (commune) in de provincie  Bubanza in Burundi.  De hoofdplaats van de gemeente draagt dezelfde naam.
Daarnaast omvat de gemeente de volgende plaatsen: Bihembe, Butega, Buvyuko, Cabire, Kabwitika, Karonge, Kuwintaba, Mitakataka, Nyabugoye en Nyarusagare.